# Jakob Robert Steiger
Jakob Robert Steiger (Geuensee, 6 giugno 1801 – Lucerna, 5 aprile 1862) è stato un medico e politico svizzero. Fu membro del Consiglio nazionale e suo secondo presidente.

## Biografia

### Studi e attività professionale
Fu figlio di Jost Steiger, sarto e piccolo contadino, e di Maria Anna Häneli. Dopo il ginnasio, il liceo e studi di teologia a Lucerna, dal 1823 al 1826 studiò medicina a Ginevra, Friburgo in Brisgovia e Parigi, superando nel 1826 l'esame di medico a Lucerna. Nel 1828 sposò Sophia Neumann, figlia di Johann Nepomuk Neumann, giudice supremo a Friburgo in Brisgovia.
Esercitò la professione a Büron e, dagli anni 1830-1840, a Lucerna, dove trasferì la residenza nel 1859. Tra il 1834 e il 1844 fu redattore dei fogli Der Eidgenosse e Eidgenosse von Luzern (1834-44). Fu dal 1843 al 1847 Presidente della Società elvetica e dal 1834 al 1839 e dal 1855 al 1859 Presidente della Società dei medici di Lucerna. Fece inoltre parte dal 1854 al 1862 del Consiglio del Politecnico federale.

### Carriera politica
Nel 1839 guidò il movimento della Rigenerazione nella valle della Suhre. Ebbe diversi incarichi politici nel canton Lucerna, prima come deputato alla Costituente cantonale nel 1830-1831 e poi al Gran Consiglio lucernese dal 1831 al 1841 e dal 1847 al 1862. Fu inoltre membro del Piccolo Consiglio dal 1831 al 1837, del Consiglio di Stato dal 1847 al 1852, dove fu responsabile del Dipartimento di polizia. Fu infine membro del Consiglio dell'educazione dal 1831 al 1838 e dal 1848 al 1852, di cui fu presidente dal 1849 al 1852. Inviato alla Dieta federale nel 1833-1834, nel 1838 e nel 1848, fu commissario federale a Basilea nel 1833, membro della commissione di revisione del Patto federale nel 1848 e Consigliere nazionale dal 1848 al 1852, di cui divenne il secondo presidente.
Tra i più importanti rappresentanti della corrente radicale del liberalismo lucernese, nel 1844 fu uno dei promotori del movimento di veto contro il richiamo dei gesuiti e prese parte ai preparativi della prima spedizione dei Corpi franchi. Durante la seconda spedizione, avvenuta nel 1845, che Steiger aveva contribuito a organizzare dall'Argovia, venne catturato e condannato a morte nel corso di un processo che suscitò scalpore. Riuscì tuttavia a fuggire e si stabilì a Winterthur.  Dopo la guerra del Sonderbund fu uno dei principali esponenti del radicalismo estremo lucernese. Promosse la soppressione dei conventi di Sankt Urban e Rathausen.